# Pastor belga groenendael
El pastor belga groenendael es una raza canina originaria de Bélgica. Es, también, una de las cuatro variedades en las que se divide el pastor belga. Los cuales son: malinois, Tervueren y laekenois.

## Historia
El nombre de «greonendael» se debe a Groenendael, barrio de la ciudad belga de Hoeilaart donde fue seleccionado por el profesor Nicola Rose, propietario del castillo de esta localidad, en 1898.

## Morfología
Es un perro de pelo largo a excepción de la cara donde es corto, de color negro uniforme en todo el cuerpo y solo se admite alguna pequeña mancha blanca en el pecho y en los dedos de las patas.
La altura a la cruz para los machos es de 60-66 cm y para las hembras de 56-62 cm, con un peso de entre 25-30 kg para los machos y 20-25 kg para las hembras.

## Salud
Ha habido pocas encuestas de salud acerca de las variedades de pastor belga hechas de forma individual. El Kennel Club de Reino Unido llevó a cabo una encuesta de salud en 2004, de todas las variedades o combinaciones de pastor belga. El Comité de salud del Club de América del perro pastor belga (Groenendael) cuenta con un registro y un cuestionario sanitario, aunque no está claro de cuando se informarán los resultados. El Club americano del Belga Tervuren llevó a cabo encuestas de salud en 1998 y 2003. Solo el reporte de 2003 incluyó información acerca de la esperanza de vida o longevidad.

### Mortandad
El promedio de vida del pastor belga (en cualquiera de sus 4 variantes) en 2004 en Reino Unido fue de alrededor de 12,5 años. Lo que es alto tanto para los perros pura raza como para los perros de razas de tamaño similar. El más longevo de los 113 pastores belgas utilizados en la encuesta del Reino Unido fue de 18,2 años. En Reino Unido, las principales causas de muerte fueron: cáncer (23 %), edad (23 %) y fallo de los órganos internos (corazón, riñones, hígado) (13 %).

### Enfermedades
Los pastores belgas padecen las enfermedades comunes de los perros en relación con aspectos reproductivos, musculoesqueléticos y cuestiones de la piel. Sin embargo se han realizado estudios acerca de la incidencia de convulsiones y/o epilepsia en la raza. En la encuesta del Reino Unido acerca de los pastores belgas y la del ABTC (American Belgian Tervuren Club), durante 1998 y 2003, respectivamente, cerca del 9 % de los perros tenía convulsiones o epilepsia, en comparación al 0,5 % y 5,7 % de incidentes que se han reportado en las demás razas.